# Вулька-Ґрущинська
Вулька-Ґрущинська (пол. Wólka Gruszczyńska) — село в Польщі, у гміні Вільґа Ґарволінського повіту Мазовецького воєводства.
Населення — 201 особа (2011).
У 1975-1998 роках село належало до Седлецького воєводства.

## Демографія
Демографічна структура станом на 31 березня 2011 року:
|          | Загалом | Допрацездатний вік | Працездатний вік | Постпрацездатний вік |
| -------- | ------- | ------------------ | ---------------- | -------------------- |
| Чоловіки | 102     | 17                 | 74               | 11                   |
| Жінки    | 99      | 16                 | 60               | 23                   |
| Разом    | 201     | 33                 | 134              | 34                   |